# 托托尼卡潘省
托托尼卡潘省 （西班牙語：Departamento de Totonicapan）是瓜地馬拉中西部的一個省份。面積1,061平方公里，人口339,254人。首府托托尼卡潘。
1838年2月15日建省，下分八個自治市。
1. ↑  Citypopulation.de Population of departments in Guatemala